# جزيرة تازبوجت
جزيرة تازبوجت (بالإنجليزية: Tazboujt Island)‏ هي جزيرة صغيرة ساحلية تقع في البحر الأبيض المتوسط غرب مدينة بجاية الواقعة شمال شرق الجزائر، تبلغ مساحة الجزيرة حوالي 0.5 هكتار.